# Büelenhorn (Monstein)
Büelenhorn är en bergstopp i Schweiz.   Den ligger i regionen Albula och kantonen Graubünden, i den östra delen av landet, 180 km öster om huvudstaden Bern. Toppen på Büelenhorn är 2 808 meter över havet, eller 241 meter över den omgivande terrängen. Bredden vid basen är 1,9 km.
Terrängen runt Büelenhorn är bergig västerut, men österut är den kuperad. Närmaste större samhälle är Davos, 15,6 km norr om Büelenhorn. 
Trakten runt Büelenhorn består i huvudsak av gräsmarker. Runt Büelenhorn är det mycket glesbefolkat, med 3 invånare per kvadratkilometer.